# イルジー・コウト
イルジー・コウト（チェコ語: Jiří Kout、1937年12月26日 - ）は、チェコの指揮者。

## 略歴
プラハ生まれ。プラハ芸術アカデミーでカレル・アンチェルに師事。ライン・ドイツ・オペラ、ベルリン・ドイツ・オペラ指揮者を歴任し、1993年から1994年までライプツィヒ歌劇場音楽総監督を務めた。2006年シーズンから2014年9月までプラハ交響楽団首席指揮者。
リヒャルト・ワーグナー、リヒャルト・シュトラウス、レオシュ・ヤナーチェクの演奏を得意とする。
2013年1月9日、福島県福島市にて千住真理子と「ニューイヤー名曲コンサート　プラハ交響楽団　with 千住真理子」に参加予定であったが、急病のためウカシュ・ボロヴィチに変更された。
来日公演も多く、NHK交響楽団との共演多数。